# كاتسوكو ساروهاشي
كاتسوكو ساروهاشي (22 آذار\مارس 1920 - 29 أيلول\سبتمبر 2007) عالمة جيوكيميائية من أوائل من تمكنوا من قياس مستويات ثاني أكسيد الكربون في ماء البحر وأظهرت بعد ذلك أدلّة من الغلاف الجوي وماء البحر على خطورة التهاطل النووي للمواد المشعة.

## التعليم والعمل
ولدت ساروهاشي في طوكيو، وتخرجت من كلية البنات الإمبراطورية للعلوم (وهي سلف جامعة توهو) عام 1943. التحقت بمعهد أبحاث الأرصاد الجوية التابع لمرصد الأرصاد الجوية المركزي (أصبح لاحقاً وكالة الأرصاد الجوية اليابانية) وعملت في مختبر الجيوكيمياء التابع للمرصد مع ياسو مياكس الذي أصبح معلمها. عام 1950 بدأت بدراسة مستويات CO2 في ماء البحر بتوصية من مياكي. في ذلك الوقت لم تكن مستويات ثاني أكسيد الكربون تعتبر مهمة، لذا طوّرت كاتسوكو أساليبها الخاصة لقياسه
حصلت على شهادة الدكتوراة في الكيمياء عام 1957 من جامعة طوكيو لتصبح أول امرأة تحصل عليها.

## وفاتها
توفيت كاتسوكو في 29 أيلول (سبتمبر) 2007 بسبب ذات الرئة في طوكيو عن عمر 87 عاماً.

## جوائز وتكريمات
- 1958- تأسيس جمعية النساء العالمات اليابانية لتعزيز دور المرأة في العلوم والسلام العالمي[3]
- 1979 - عيّنت مديراً تنفيذياً لمختبر الجيوكيمياء.
- 1980 - أول امرأة تنتخب لعضوية مجلس العلوم في اليابان
- 1981 - فازت بجائزة آفون الخاصة للمرأة، لأبحاثها في الاستخدامات السلمية للطاقة النووية ورفع مكانة النساء العالمات
- 1981 - أسست جائزة ساروهاشي وتمنح سنوياً لإحدى العالمات الإناث اللواتي يعتبرن بمثابة قدوة للنساء الأصغر سناً.
- 1985 - أول امرأة تفوز بجائزة مياكي في الجيوكيماء
- 1993 - فازت بجائزة تاناكا من جمعية علوم مياه البحر.

كانت كاتوسكو عضواً فخرياً في جمعية الجيوكيمائيين في اليابان وجمعية علوم البحار في اليابان.

## اقتباس
"
ثمة نساء عديدات لديهن القدرة على أن يصبحن عالمات عظيمات. أتطلع إلى اليوم الذي تستطيع فيه الناس المساهمة في العلوم والتكنولوجيا على قدم المساواة من الرجال"